# Джек Ричер, или Вечерняя школа
«Джек Ричер, или Вечерняя школа» (англ. Night School) — роман английского писателя Ли Чайлда, вышедший в 2016 году. Двадцать первая книга из серии о бывшем военном полицейском Джеке Ричере.

## Сюжет
1996 год. После успешного выполнения задания майора военной полиции Джека Ричера направляют в вечернюю школу для повышения квалификации. Истинная цель назначения — идентифицировать американца, который запросил у афганских террористов 100 миллионов долларов за неизвестные товары или информацию. Вместе с Ричером расследованием занимаются Кейси Уотермен из ФБР и Джон Уайт из ЦРУ.
Ричер отправляется в Гамбург, где сотрудничает с местной полицией и представителями военной полиции США в Германии. Вместе со своим сержантом и подругой Фрэнсис Нигли, он устанавливает, что искомым американцем является дезертир по имени Хорас Уайли, родом из Техаса. Он, наслушавшись рассказов своего отчима, определил местоположение контейнеров с ядерным оружием и намеревался продать их афганцам. Вынужденное убийство немецкой проститутки дало сбой в его безупречном плане. Ричер находит контейнеры и устраняет Уайли.